# محوطه قزل گدیک
محوطه قزل گدیک مربوط به دوران‌های تاریخی پس از اسلام است و در شهرستان خدابنده، بخش سجاسرود، روستای زرزر واقع شده و این اثر در تاریخ ۱۷ اسفند ۱۳۸۱ با شمارهٔ ثبت ۷۵۰۶ به‌عنوان یکی از آثار ملی ایران به ثبت رسیده است.